# Science-Fiction-Jahr 1841
Übersicht

◄◄ | ◄ | 1837 | 1838 | 1839 | 1840 | Science-Fiction-Jahr 1841 | 1842 | 1843 | 1844 | 1845 | ► | ►►

Weitere Ereignisse

## Geboren
- William Henry Hudson († 1922)
- Friedrich Meister († 1918)
- Julius Stinde († 1905)